# Misja Afganistan
Misja Afganistan – polski serial wojenny z 2012 roku, emitowany na antenach Cyfry+.
Serial realizowało Akson Studio, a przygotowania aktorów (z zakresu „wojskowości”) prowadzili m.in. byli żołnierze jednostki GROM i  żołnierze 17 Wielkopolskiej Brygady Zmechanizowanej, w której „barwach” wystąpili w serialu.
Plan zdjęciowy: 33 Baza Lotnictwa Transportowego w Powidzu, 17 Wielkopolska Brygada Zmechanizowana – Międzyrzecz, Świętoszów (poligon), okolice Warszawy i Piechcin (kamieniołomy).
Pierwszy odcinek nakręcono od 18 do 26 października 2011, zaś pozostałych 12 odcinków zrealizowano pomiędzy 27 kwietnia 2012, a 17 września 2012.

## Obsada
Role pierwszoplanowe:
- Piotr Michalski − jako mjr Tadeusz Szeliga (dowódca bazy)
- Paweł Małaszyński − jako ppor. Paweł Konaszewicz, „Konasz”
- Ilona Ostrowska − jako por. Justyna Winnicka
- Tomasz Schuchardt − jako por. Rafał Żądło
- Eryk Lubos − jako st. sierż. Stefan Zientecki, „Zbój”
- Dawid Zawadzki − jako plut. Jarosław Gnyś, „Mamut”
- Sebastian Fabijański − jako st. szer. Emil Hołubiczko, „Młody”
- Piotr Rogucki − jako st. szer. Marcin Melbor, „Malbor”
- Mikołaj Krawczyk − jako st. szer. Michał Iwańczyk, „Iwan”
- Marcin Piętowski − jako st. szer. Andrzej Biskupski, „Biskup”
- Dominik Bąk − jako st. szer. „Wrzochu”
- Michał Meyer − jako por. Artur (oficer CIMIC)
- Mirosław Haniszewski − jako chor. Arkadiusz Sojczuk, saper
- Daniel Bogucki − jako st. szer. „Bosman”
- Piotr Bartczak jako st. szer. Mirek Dedra

W pozostałych rolach:
- Krzysztof Szczerbiński − jako st. szer. Piotr Tarkowski, radiotelegrafista
- Małgorzata Zajączkowska − jako Katarzyna Konaszewicz, matka Pawła
- Julia Rosnowska − jako Karolina, dziewczyna „Iwana”
- Anita Sokołowska − jako Joanna Biskupska, żona „Biskupa”
- Grażyna Błęcka-Kolska − jako Edyta Zientecka, żona „Zbója”
- Julia Wyszyńska − jako Agnieszka Konaszewicz, siostra Pawła
- Dariusz Siastacz − jako chor. Adam Mazurkiewicz „Matka”
- Marek Lewandowski − jako gen. Władysław Konaszewicz, ojciec Pawła
- Wojciech Czerwiński − jako st. szer. Robert Szczęsny „Szczeniak”
- Mariusz Jakus − jako „Grzana"
- Julia Pogrebińska − jako Monika, dziewczyna Konaszewicza
- Magdalena Boczarska − jako dziennikarka Marta
- Gabriela Oberbek − jako Iza Melbor, bratowa Melbora
- Michał Filipiak − jako mechanik
- Bartosz Obuchowicz − jako Antek Hołubiczko, brat „Młodego”
- Tomasz Ciachorowski − jako por. Pawlicki, adiutant Szeligi
- Magdalena Płaneta − jako ratowniczka Monika Staniszewska „Staś”
- Tomasz Borkowski − jako płk. Skonecki - prokurator
- Marcin Sitek − jako saper Tomasz Grad
- Ireneusz Czop − jako kapitan Głódź
- Antonina Choroszy − jako matka Justyny

## Lista odcinków
| Odcinek | Odcinek | Tytuł                 | Data emisji          |
| ------- | ------- | --------------------- | -------------------- |
|         | 1       | Towarzysze broni      | 14 października 2012 |
|         | 2       | Pierwsza krew         | 14 października 2012 |
|         | 3       | Przesyłka z Pakistanu | 21 października 2012 |
|         | 4       | Nikogo nie zostawiamy | 28 października 2012 |
|         | 5       | Blizny                | 4 listopada 2012     |
|         | 6       | Porachunki            | 11 listopada 2012    |
|         | 7       | Dobra robota          | 18 listopada 2012    |
|         | 8       | Terrorysta            | 25 listopada 2012    |
|         | 9       | Fatima                | 2 grudnia 2012       |
|         | 10      | Most                  | 9 grudnia 2012       |
|         | 11      | Wybory                | 16 grudnia 2012      |
|         | 12      | Bunkier               | 23 grudnia 2012      |
|         | 13      | Rotacja               | 30 grudnia 2012      |